# Ada Chaseliov
Ada Chaseliov (Rio de Janeiro, 30 de març de 1952 - São Paulo, 27 d'octubre de 2015) va ser una actriu brasilera. Va començar la seva carrera en 1973 en la cinematografia, amb el film Um Virgem na Praça, rebent, a l'any següent, un petit paper en la telenovel·la Supermanoela, de Walther Negrão, en la Rede Globo.
L'actriu va participar en diverses novel·les de Rede Globo, i dins d'elles es van destacar Guerra dos Sexos i Belissima, ambdues de Sílvio de Abreu. La seva gran conquesta en la TV va ser com la Vilã Leonor, en la minisèrie A Muralha, en 2000. Ada va ser una actriu respectada en el mitjà teatral, principalment en el teatre musical. Entre els seus aspectes més destacats amb el music-hall, hi ha les seves actuacions en As Malvadas, Ó Abre Alas, Cole Porter - Ele Nunca Disse que me Amava, Òpera do Malandro, A Noviça Rebel, Cristall Bacharach i Gypsy - O Musical.
L'actriu treballava sovint amb el director Denise Saraceni i amb el dramaturg Sílvio de Abreu; ho va fer en Guerra dos Sexos (1983), Anjo Mau (1997), Torre de Babel (1998), Da Cor do Pecado (2004), Belissima (2005) i Passione (2010). Amb Denise Saraceni va treballar en Felicidade (1991), Anjo Mau (1997), Torre de Babel (1998), A Muralha (2000), Sabor da Paixão (2002), Da Cor do Pecado (2004), Belissima (2005), Tudo Novo de Novo (2009) i Passione (2010). El seu últim treball va ser en 2013 com a jutge en la novel·la Love of Life. Va morir el 27 d'octubre de 2015, als 63 anys, a causa d'un limfoma, a São Paulo.

## Treballs
Televisió
- 2012, Cheias de Charme - Dra. Jacobina
- 2010, Passione - Matilde
- 2009, Tudo Novo de Novo - Irany
- 2007, Sete Pecados - promesa de Marcelo
- 2007, Paraíso Tropical - Guiomar
- 2006, Belíssima - Ester Schneider
- 2004, Da Cor do Pecado - Solange Vasconcelos
- 2002, Sabor da Paixão - Yvone
- 2002, Desejos de Mulher - Luiza
- 2000, A Muralha (2000)|A Muralha - Leonor
- 1998, Torre de Babel - Eliane Mauad
- 1997, Anjo mau - Daura
- 1996, Castelo Rá-Tim-Bum - Bruixota de la Bella Dorment (episodi "Bruxas Boes")
- 1995, Cara i Coroa
- 1993, O Mapa da Mina - Olga
- 1991, Felicidade - Ana
- 1983, Guerra dos Sexos - Manuela Marí
- 1974, Supermanoela
- 1974, Fogo Sobre Terra - Maria Paula

Cinema
- 2010, De Pernas pro Ar (2010)|De Pernas pro Ar Dona Luordes
- 2006, Ego e as Estrelas Também Dona Eugênia
- 2006, Brasília 18% Cacilda Becker[5]
- 2000, Olhos Mortos Patroa
- 1988, Sonhei com Você
- 1984, Memórias do Cárcere Olga Prestis
- 1973, Um Virgem na Praça

Teatre
- Um Violinista no Telhado - Yente, la casadora (direcció: Charles Möeller i Cláudio Botelho)
- Gypsy - O Musical - Electra (direcció: Charles Möeller i Cláudio Botelho)
- A Noviça Rebel - Frau Schmidt (direcció: Charles Möeller)
- Òpera do Malandro - Dóris Pelanca (direcció: Charles Möeller i Cláudio Botelho)
- Cole Porter, ele nunca disse que me amava - Linda Porter (direcció: Charles Möeller)
- Cistal Bacharach - Lau N (direcció: Charles Möeller)
- O Abre Alas (direcció: Charles Möeller)
- As Malvadas - Amanda Plummer, la noia de la festa (direcció: Charles Möeller i Cláudio Botelho)[6]
- A Gaivota (direcció: Jorge Tackla)
- O Inspetor Geral (direcció: Antônio Abujamra)
- Casamento Branco (direcció: Sergio Britto)
- Jardim das Cerejeiras (direcció: Paulo Mamede)
- Sábado, Domingo e Segunda (direcció: José Wilker)
- Grande e Pequeno (direcció: Celso Nunes)
- El día en que me quieras (direcció: Luis Carlos Ripper)
- Ascensão i Queda da Cidade de Mahhagonny - Anne Smith (direcció: Ademar Guerra)
- A volta do Camaleão Alface - Lúcia (direcció: Maria Clara Machado)